# Proculus (juriste)
Pour les articles homonymes, voir Proculus.
Proculus est un auteur mystérieux, dont nous ne connaissons que le cognomen, qui est né vraisemblablement entre les années 12 et 2 av. J.-C. et mort après 66. Contemporain et rival de Masurius Sabinus, il a succédé à Marcus Cocceius Nerva père à la tête de l'École proculienne en 33. Il devait donc jouir à cette époque d'un prestige certain.